# ダブリン・コンベンション・センター
ダブリン・コンベンション・センター（愛: Ionad Comhdhála, Baile Átha Cliath、英: The Convention Centre Dublin）は、アイルランドのダブリンにあるコンベンション・センター。

## 概要
ダブリン・コンベンション・センターは、スペンサー・ドックのリフィー川を見下ろしている。設計はアイルランド出身のアメリカ人建築家ケヴィン・ローチ。1998年に着工、2010年に開館した。2020年6月からは、新型コロナウイルス感染症の流行により、社会距離拡大戦略を実地するために、臨時的にアイルランド議会（ドイル・エアラン）として機能していた。

## 歴史
1995年、当時のアイルランド政府はコンベンション・センターの建設を計画したが、頓挫した。エンダ・ケニー観光大臣は、ボールスブリッジのダブリン王立協会（RDS）にコンベンション・センターを建設すると発表していたが、行き止まりとなった。1997年11月、共和党新政権が選出されると、ジェームズ・マクデイド観光大臣は会議センター建設のための新たなコンペティションを開始し、7つのコンソーシアムが参加した。公共事業局は、フェニックス・パークの横のインフィルマリー通りにコンベンション・センターを建設することを提案した。
コンペティションの最終優勝者であるジョニー・ローナンとリチャード・バレットが率いるトレジャリー・ホールディングスは、スペンサー・ドックにプロジェクトを設置するためにアイルランド アイルランド交通システム（CIÉ）と契約を締結した。開発業者のハリー・クロスビーもコンソーシアムの一員だった。計画には250部屋のホテル2軒の計画が含まれていたが、少なくとも1軒は最終的に建設されることはなかった。1つのホテルはコンベンション・センターの裏手に計画されていたが、その敷地はその間公園として利用されていた。
エントリーの締め切りは1998年1月31日であった。欧州連合（EU）は、2000年までにプロジェクトが完了することを条件に、プロジェクトに対して最大2,500万ポンドの助成金を提供することに合意した。入札文書によると、当時のプロジェクト全体のコストは、用地取得を除いて3,500万ポンドから4,500万ポンドと予想されていた。また、落札した入札者は、負担した費用のために25万ポンドを観光庁に渡さなければならない。
ダブリン・コンベンション・センターは、2010年のエンジニアリング・プロジェクト・オブ・ザ・イヤー（Engineers Ireland Excellence Awards – Engineering Project of the Year 2010）の最終選考に残った。
新型コロナウイルス感染症の流行により、社会距離拡大戦略のために2020年6月から一時的にアイルランド議会（ドイル・エアラン）はコンベンション・センターで行われた。

## 建設

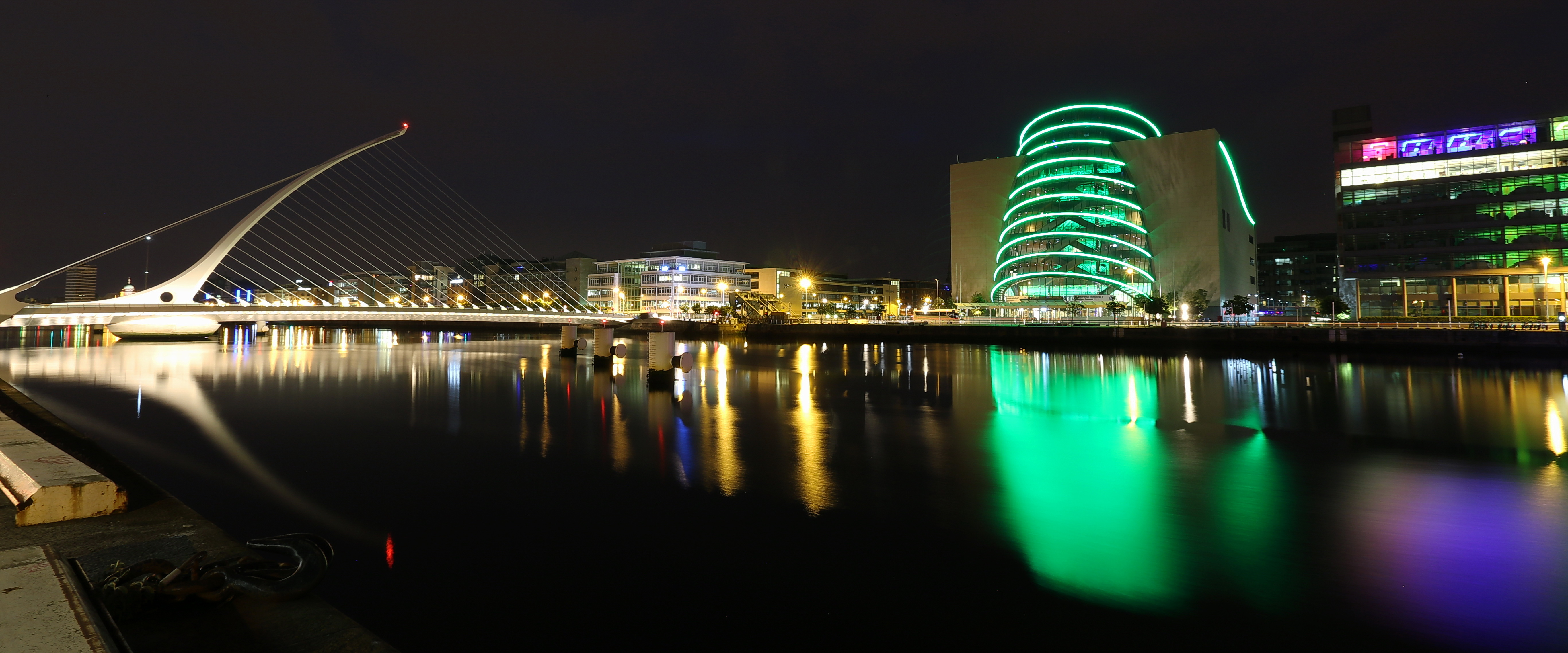
サミュエル・ベケット橋（左）とコンベンション・センター（右）

建設工事は1998年に開始されたが、最終的には2010年まで完了しなかった。プロモーターであるスペンサー・ドック・インターナショナル、ダブリン・ドックランズ開発局、ダブリン市議会との間で法的紛争が発生し、プロジェクトの一部が遅れた。プロジェクトの建設は、トレジャリー・ホールディングスとジョン・シスク＆ソンのジョイントベンチャーであるコンストラクション・マネジメント・パートナーシップ（CMP）によって行われた。シスクは1999年3月に「1億400万ポンド」のセンター建設契約を獲得した。
この建物は、特にガラスの間口と多数の湾曲した壁などが象徴的なものとなっている。この建物は、2,000人収容のオーディトリアムと4,500m2の展示・宴会場を含む22の会議室で8,000人まで収容することができる。
低炭素セメントを使用し、ボランタリー・カーボン・スタンダード（VCS）に基づいて国内排出権取引を購入することで、やむを得ず排出される二酸化炭素を相殺することで、世界初のカーボンニュートラルなコンベンション・センターとなっている。また、熱交換器による熱の回収や蓄熱装置を使用し、建物内の空調を行っている。